# ستيوارت جون كاميرون
ستيوارت جون كاميرون هو سياسي كندي، ولد في 15 مايو 1939 في كندا. حزبياً، نشط في Saskatchewan Progress Party ‏.